# Hemísz Labidí
Hemísz Labidí (arabul: خميس العبيدي); 1950. augusztus 30. –) tunéziai válogatott labdarúgó, edző. 

## Pályafutása

### Klubcsapatban
1970 és 1980 között a JS Kairouan, 1980 és 1981 között a szaúdi el-Vahda csapatában játszott. Egyszeres tunéziai bajnok.   

### A válogatottban
A tunéziai válogatott tagjaként. részt vett az 1978-as Afrikai nemzetek kupáján és az 1978-as világbajnokságon, ahol a Mexikó ellen csereként, a Lengyelország és az NSZK elleni csoportmérkőzésen pedig kezdőként lépett pályára.

### Edzőként
A 2004. évi nyári olimpiai játékokon edzőként irányította a tunéziai U23-as válogatottat.

## Sikerei, díjai
JS Kairouan
- Tunéziai bajnok (1): 1976–77